# Diecezja Rockford
Diecezja Rockford (łac. Dioecesis Rockfordiensis, ang. Diocese of Rockford) jest diecezją Kościoła rzymskokatolickiego w północnej części stanu Illinois.
Terytorialnie obejmuje hrabstwa:Boone, Carroll, DeKalb, Jo Daviess, Kane, Lee, McHenry, Ogle, Stephenson, Whiteside i Winnebago.

## Historia
Diecezja została kanonicznie erygowana 27 września 1908 roku przez papieża Piusa X. Wyodrębniono ją z archidiecezji Chicago. Początkowo obejmowała 12 hrabstw, jednak w wyniku reorganizacji z 1948 diecezja utraciła jedno hrabstwo na rzecz diecezji Joliet.

### Poprzedni ordynariusze
- Peter James Muldoon (1908–1927)
- Edward Francis Hoban (1928–1942)
- John Joseph Boylan (1942–1953)
- Raymond Peter Hillinger (1953–1956)
  - Donald Martin Carroll (1956) – zrezygnował z przyjęcia sakry
- Loras Thomas Lane (1956–1968)
- Arthur O’Neill (1968–1994)
- Thomas Doran (1994–2012)
- David Malloy (od 2012)

## Parafie
- Parafia św. Małgorzaty Marii w Algonquin
- Parafia św. Stanisława Kostki w Rockford

## Szkoły

### Szkoły średnie
- Aquin Catholic Schools (Junior-Senior High Campus), Freeport
- Aurora Central Catholic High School, Aurora
- Boylan Catholic High School, Rockford
- Marian Central Catholic High School, Woodstock
- Marmion Academy, Aurora
- Newman Central Catholic High School, Sterling
- Rosary High School, Aurora
- St. Edward Central Catholic High School, Elgin